# Auguste Burgaud
Auguste Burgaud est un photographe sourd français, né le 14 septembre 1836 à Notre-Dame-de-Monts en Vendée et mort le 11 novembre 1895 à Nantes en Loire-Atlantique.

## Biographie
Auguste Burgaud est né le 14 septembre 1836 à Notre-Dame-de-Monts en Vendée. Une semaine après, sa mère meurt.
À quatre-cinq ans, son père meurt à son tour. Désormais orphelin, son oncle — le frère de sa mère — le place à l'établissement des sourds-muets situé dans l'hospice général Saint-Jacques auprès de l’enseignant et pédagogue sourd René Dunan à Nantes, avant d’être transféré à La Persagotière avec les Frères de Saint-Gabriel,.
Sa carrière de photographe commence à Napoléon-Vendée sous le Second Empire — avant de reprendre son nom d'origine La Roche-sur-Yon en 1870. Il emménage dans son atelier à La Rochelle dans la rue des Frères Prêcheurs et, par la suite, à Rochefort où il s’associe avec un collègue par obligation en raison possible de son handicap, ce qui explique les signatures « Burgaud et Cie ».
En ce 27 décembre 1869, il se marie avec Anne-Marie Ledu à Nantes, où il tient son propre atelier sur la place Sainte-Croix arrivant à la rue Belle-Image avant de s’installer sur la place du Change avec une succursale à Ancenis.
Il meurt à cinquante-neuf ans, le 11 novembre 1895 à Nantes en Loire-Atlantique. Sa femme et sa fille sollicitent son activité avant de l’abandonner laissant, deux ans après, le fonds de commerce à Henry Pénot.
René Legal, ancien skipper et rédacteur en chef d'Écho-Magazine, lui-même sourd, écrit l’histoire d’Auguste Burgaud dans un petit livre : « un parfait exemple de l’intégration des sourds-muets dans la société de son époque [fin du XIXe] ; une société qui acceptait volontiers de reconnaître chacun à sa juste valeur en tant que citoyen ».